# Iramaia
Iramaia är en kommun i Brasilien.   Den ligger i delstaten Bahia, i den östra delen av landet, 800 km öster om huvudstaden Brasília. Antalet invånare är 11 988.
Omgivningarna runt Iramaia är huvudsakligen savann. Runt Iramaia är det mycket glesbefolkat, med 6 invånare per kvadratkilometer.